# Libro sulla natività di Maria

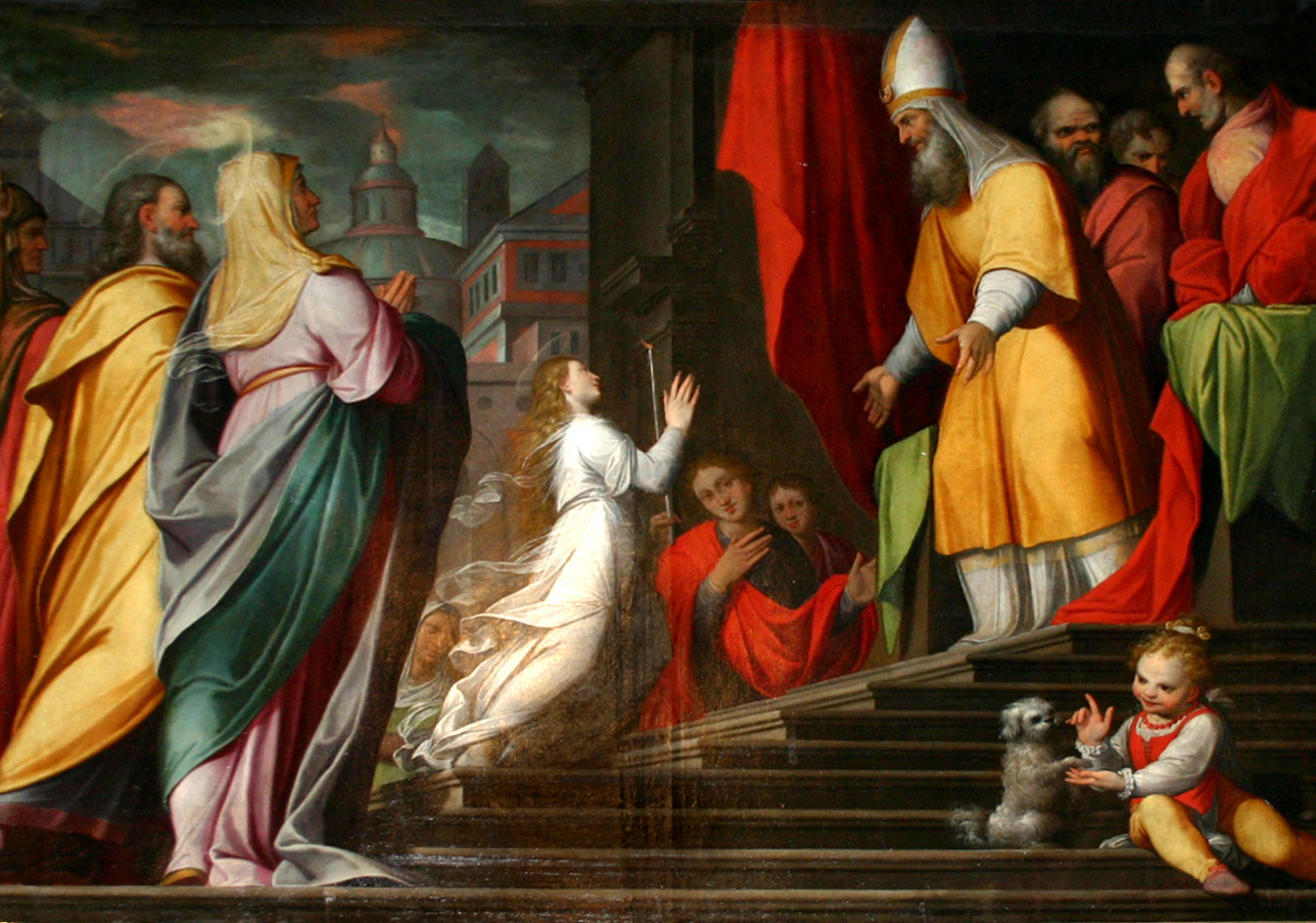
Presentazione di Maria al tempio, dipinta da Camillo Procaccini per la cappella della Madonna del Carmine nella chiesa di Santa Maria del Carmine, Milano

Il Libro sulla natività di Maria è un testo apocrifo redatto in latino in epoca carolingia (VIII-IX secolo). Racconta la miracolosa nascita di Maria, madre di Gesù, rappresentando sostanzialmente un rimaneggiamento dei primi 11 capitoli del coevo Vangelo dello pseudo-Matteo. Non trattando direttamente della vita di Gesù e del suo ministero, il testo non può essere propriamente chiamato Vangelo, ma dato lo stretto legame che mostra con gli altri vangeli dell'infanzia viene solitamente incluso nelle raccolte dei vangeli apocrifi.

## Autore e data
Similmente al Vangelo dello pseudo-Matteo, il testo si presenta pseudoepigraficamente come opera di Girolamo (347-420), autorevolissimo autore della Vulgata, che avrebbe tradotto in latino un testo precedente. In realtà l'esame filologico del testo ne suggerisce una datazione all'VIII-IX secolo nell'ampio alveo della chiesa latina.

## Contenuto
- Prefazione. Traduzione di un testo precedente (lettera anonima ma attribuita a Girolamo)
- 1. Maria, figlia di Gioacchino e Anna, nata a Nazareth e allevata nel tempio di Gerusalemme.
- 2. Gioacchino disprezzato dal sommo sacerdote Isachar per la sua sterilità. Vergognandosi fugge presso i pastori al pascolo.
- 3. Un angelo gli appare e gli promette una figlia, Maria.
- 4. L'angelo appare anche ad Anna e le promette una figlia, Maria.
- 5. Gioacchino ritorna a casa, concepimento e nascita di Maria.
- 6. Maria a 3 anni condotta nel tempio per essere educata con le altre vergini.
- 7. A 14 anni il sommo sacerdote, per trovare uno sposo a Maria, ordinò che tutti i celibi della casa di Davide si presentassero al tempio con le loro verghe: il proprietario della verga che sarebbe fiorita e dalla quale ne sarebbe uscita una colomba sarebbe stato lo sposo di Maria.
- 8. L'anziano Giuseppe si presenta ma non consegna la verga. Dio comunica il fatto al sommo sacerdote e viene scelto Giuseppe.
- 9. Giuseppe torna a Betlemme per preparare la casa. Maria a Nazareth dai genitori. Annunciazione dell'angelo Gabriele a Maria.
- 10. Giuseppe torna a Nazareth e scopre la gravidanza. Pensa a un tradimento. Un angelo gli appare e lo rassicura. Tornano a Betlemme e Maria partorisce.